# Dicaris
Els dicaris (Dikarya) són un subregne del regne dels fongs que inclou els fílums dels ascomicots i dels basidiomicots, que generalment produeixen dicarionts, a vegades fent hifes, a vegades unicel·lulars, però sempre sense flagels.